# قسطنطين ثيودوري
قسطنطين ثيودوري (1912-1999) هو كاتب وشاعر فلسطيني، ولد في مدينة القدس، أنهى الإبتدائية والثانوية في مدرسة المطران بالقدس، حاصل على بكالوريوس الآداب من جامعة لندن عام 1930. ولُقب برائد البحث بالمعاجم العربية. توفي عام 1999.

## حياته المهنية
عمل قسطنطين جورج ثيودوري بعد تخرجه أستاذًا في مدرسة الجمناز الأرثوذكسية بالقدس، ثم انتقل للعمل في كلية شميدت الألمانية. ثم انتقل للعمل في المدرسة الأميرية في رام الله وبيت جالا. وفي عام 1947 عين أستاذاً في مركز الشرق الأوسط للدراسات العربية في القدس. وبسبب نكبة عام 1948 انتقل مركز الشرق للدراسات لمدينة الزرقاء الأردنية ثم إلى لبنان، فانتقل قسطنطين إلى هناك واستمر بالعمل فيه. وأثناء وجوده في لبنان أصبح مدرساً للغة الإنجليزية في الكلية الداودية في بلدة عبي وفي الجامعة الوطنية بعاليه، ومدرساً ثانوياً في المدرسة الثانوية الرسمية في برج البراجنة ببيروت. أسس مع مجموعة من المثقفين مدرسة الحمراء الليلية ببيروت عام 1961 وأصبح مديراً لها. كان محرراً في مجلة الحكمة للسريان الأرثوذكس بالقدس، وجريدة مرآة الشرق المقدسية لصاحبها بولص شحادة.

## مؤلفاته
نشر ثيودوري مقالاته في مجلة المقتطف عام 1927 بعنوان ضعف القوى الثلاث الحس والفهم والإرادة. ونشر مقالات أدبية أخرى في مجلة النعمة والسياسة الأسبوعية، وفي جريدة ألف باء وجريدة فلسطين وجريدة بيت المقدس. وصدر له عدة مؤلفات أدبية، منها:
- الزهور.
- بين مصر وفلسطين، صدر عام 1928 بالقدس.
- بين الأسر والحرية، صدر عام 1929 بالقدس.
- فلسطين الجديدة، صدر عام 1936 (باللغة الإنجليزية).
- فلسطين ومستقبلها، صدر عام 1938.
- الفريد في المصطلحات الحديثة (معجم عربي/إنجليزي) صدر عام 1960.
- المعجم التجاري الاقتصادي (إنجليزي/عربي) صدر عام 1966.
- المصطلحات الدبلوماسية والصحفية (معجم إنجليزي/عربي) صدر عام 1969.